# Oristano (provincie)
Oristano is een van de vijf provincies van de Italiaanse autonome regio Sardinië. Hoofdstad is de stad Oristano (31.169 inw.).
De provincie Oristano meet 2631 km² en heeft zo'n 150.000 inwoners. Hiermee is het een van de dunstbevolkte gebieden van Italië. De provincie beslaat het grootste gedeelte van de Sardijnse westkust. De officiële afkorting is OR. Naast de hoofdstad en Terralba (9243 inw.) en Bosa (7573 inw.) liggen er geen noemenswaardige grotere plaatsen in deze provincie.
Oristano grenst aan de provincies Zuid-Sardinië, Nuoro en Sassari